# 34. šahovska olimpijada
34. šahovska olimpijada je potekala leta 2000 v Istanbulu (Turčija).
Rusija je osvojila prvo mesto, Nemčija drugo in Ukrajina tretjo.
Sodelovalo je 768 šahistov v 126 reprezentancah in odigrali so 3.528 partij.